# Resimaguina liemba
Resimaguina liemba är en insektsart som beskrevs av Young 1986. Resimaguina liemba ingår i släktet Resimaguina och familjen dvärgstritar. Inga underarter finns listade i Catalogue of Life.